# Tè freddo

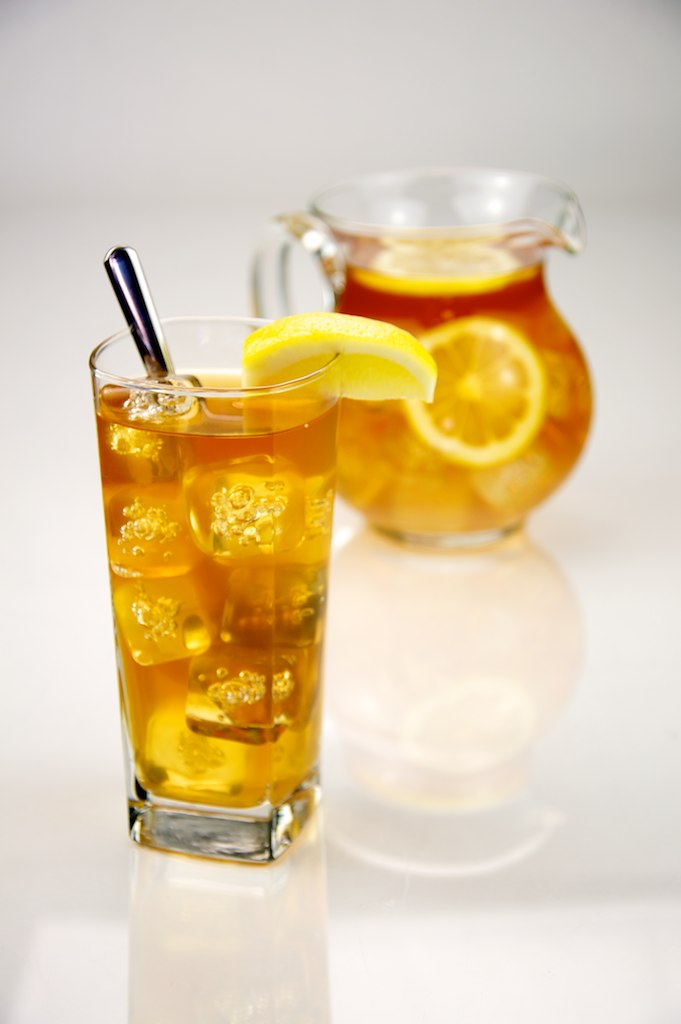
Bicchiere di tè freddo con limone

Il tè freddo (conosciuto anche come ice tea) è una bevanda a base di tè, servita fredda, spesso con ghiaccio. 
L'espressione si riferisce sia alla bevanda preparata a casa sia al tè freddo imbottigliato in fabbrica.

## Storia
Le più antiche ricette stampate per il tè freddo che si conoscano risalgono al 1870, qualche anno dopo l'invenzione del ghiaccio artificiale ad opera del fisico britannico Michael Faraday e dell'ingegnere tedesco Carl von Linde. Due dei primi libri di cucina che contengono ricette per preparare il tè freddo sono il Buckeye Cookbook di Estelle Woods Wilcox, pubblicato la prima volta nel 1876, e Housekeeping in Old Virginia di Marion Cabell Tyree, pubblicato nel 1877. Visto come una novità in un primo momento, verso la fine del 1800 è diventato sempre più diffuso. La sua popolarità è rapidamente aumentata a livello mondiale dopo che il mercante di tè Richard Blechynden lo introdusse all' Esposizione universale di Saint Louis del 1904. La Lipton è stata tra le prime aziende al mondo a produrre tè freddo a livello industriale nella seconda metà del 1900 dapprima commerciandolo come tè solubile nel 1963 negli Stati Uniti e in seguito in alcuni paesi europei dal 1977.

## In Europa

### Italia
Il consumo di tè freddo in Italia si diffonde inizialmente solo come preparazione casalinga o nei bar, dove venivano preparate delle brocche di tè riempite di ghiaccio, finché nel 1972 fa il suo debutto sul mercato l'Estathé al limone prodotto dalla Ferrero  in bicchierini di plastica. Per quasi vent'anni la Ferrero fu l'unica azienda sul mercato italiano a produrre il tè freddo a livello industriale fino alla fine degli anni 1980 quando fa il suo debutto sul mercato italiano il tè freddo in bottiglia della Lipton, allora in joint-venture con Pepsi-Cola, che lancia anche il nuovo gusto alla Pesca. Seguono nei primi anni 1990 poi altre marche come Beltè della Vera, quello della San Benedetto, la Nestea e il Fuzetea della The Coca-Cola company. Ristora invece ha lanciato sul mercato il tè solubile in buste di vari formati e vari gusti da preparare a casa. I consumi sono così esplosi e in poco tempo il tè freddo è diventata la terza bevanda più consumata dagli italiani dove si stima che il consumo pro capite si sia portato a circa 9 litri annui, uno dei più alti a livello europeo e nel mondo.

### Germania, Austria, Svizzera
In Germania vengono consumati circa 6,6 milioni di ettolitri all'anno. Le marche note sono Nestea, Lipton e Pfanner. In Austria la marca più diffusa è Rauch con il 50% del mercato. In Svizzera con 28 litri a testa di consumo, con Migros come marchio, prodotto da Bischofszell Nahrungsmittel, poi Coop, Lipton e Nestea.

### Belgio
Il Belgio, con 10 litri a testa di consumo, è al secondo posto in Europa per consumo.